# La Profession de Madame Warren
La Profession de Madame Warren (titre original : Mrs. Warren's Profession) est une pièce de théâtre de George Bernard Shaw, écrite en 1893 et présentée pour la première fois en 1902. Elle fait partie des Pièces déplaisantes, publiées en 1898.
La pièce raconte l'histoire d'une ancienne prostituée, devenue propriétaire d'un bordel, qui tente de se réconcilier avec sa fille qui désapprouve cette situation sociale. Il s'agit d'une pièce de théâtre proposant un commentaire social pour illustrer l'idée selon laquelle l'acte de prostitution ne fut pas causé par un échec moral mais par une nécessité économique. Des éléments de la pièce sont empruntés au roman de Shaw de 1882, Cashel Byron, gentleman et boxeur, sur un homme qui devient boxeur en raison de possibilités d'emploi limitées.

## Argument
Vivie Warren, une jeune femme résolument moderne, vient d'obtenir son diplôme de l'université de Cambridge avec mention en mathématiques, et se tient à la disposition des prétendants. Sa mère, Mme Warren (son nom est changé pour cacher son identité et donner l'impression qu'elle est mariée), lui organise un rendez-vous avec son ami M. Praed, un bel architecte d'âge moyen, dans la maison où réside Vivie. Mme Warren arrive avec son partenaire commercial, Sir George Crofts, qui est attiré par Vivie malgré leur différence d'âge de 25 ans. Vivie a une relation amoureuse avec le jeune Frank Gardner, qui la considère comme sa nourricière. Son père, le révérend (marié) Samuel Gardner, a une histoire avec la mère de Vivie. Comme on découvre plus tard, il pourrait être le père hors mariage de Vivie, ce qui ferait de Vivie et Frank des demi-frères et sœurs. Mme Warren réussit à justifier auprès de sa fille comment elle a choisi sa profession particulière afin de soutenir sa fille et de lui donner les opportunités qu'elle n'a jamais eues. Elle a économisé suffisamment d'argent pour investir dans l'entreprise avec sa sœur et possède désormais (avec Sir George) une chaîne de bordels à travers l'Europe. Vivie est d'abord horrifiée par cette révélation, mais considère ensuite sa mère comme une championne. Cependant, la réconciliation prend fin lorsque Vivie découvre que sa mère continue de diriger l'entreprise même si elle n'en a plus besoin. Vivie accepte un travail de bureau en ville et abandonne Frank, jurant qu'elle ne se mariera jamais. Elle renie sa mère. Mme Warren a le cœur brisé, ayant hâte de vieillir avec sa fille.

## Création
Shaw déclare qu'il écrivit la pièce « pour attirer l'attention sur la vérité selon laquelle la prostitution est causée, non pas par la dépravation féminine et le libertinage masculin, mais simplement par les bas salaires, la sous-évaluation et le surmenage des femmes de manière si honteuse que les plus pauvres d'entre elles sont obligées de recourir à la prostitution pour garder le corps et l'âme ensemble. » Shaw « aborde un problème social, la prostitution organisée et le dramatise à travers le personnage de Vivie Warren. »
Il expliqua la source de la pièce dans une lettre au Daily Chronicle du 28 avril 1898 :
« Miss Janet Achurch [une actrice et amie de Shaw] m'a mentionné un roman d'un écrivain français [Yvette de Guy de Maupassant] comme contenant une histoire dramatisable. Comme il était inutile de me faire lire quoi que ce soit, elle m'a raconté l'histoire... L'automne suivant, j'ai été l'invité d'une dame [Beatrice Webb] aux capacités très distinguées - une dont la connaissance des types sociaux anglais est aussi remarquable que son maîtrise des questions industrielles et politiques. Elle m’a suggéré de mettre sur scène une véritable dame moderne de la classe dirigeante – ce qui n’est pas le genre de chose que les autorités théâtrales et critiques imaginent. Je l'ai fait; et le résultat fut Miss Vivie Warren... Mme Warren elle-même était ma version de l'héroïne de la romance racontée par Miss Achurch. La scène extrêmement efficace – qu'un bébé pourrait écrire s'il avait une vue normale – dans laquelle elle se justifie, n'est qu'une paraphrase d'une scène de mon propre roman, Cashel Byron's Profession (d'où le titre, Mrs Warren's Profession), dans lequel un boxeur montre comment il a été conduit sur le ring exactement comme Mme Warren a été conduite dans les rues. »

## Postérité
La pièce est d'abord interdite par le lord-chambellan (le censeur officiel du théâtre britannique) en raison de son discours franc sur la prostitution, mais est finalement jouée le dimanche 5 janvier 1902 au New Lyric Club de Londres avec l'acteur et directeur de théâtre Harley Granville Barker dans le rôle de Frank, Fanny Brough dans le rôle de Mme Warren, George Goodhart dans le rôle de Sir George Crofts, Julius Knight dans le rôle de Praed, Madge McIntosh dans le rôle de Vivie et Cosmo Stuart dans le rôle du révérend Samuel Gardner. Les clubs réservés aux membres constituent un moyen d'échapper aux regards des autorités, mais les acteurs profitent souvent de l'occasion pour inviter leurs collègues artistes à une représentation privée d'une pièce, généralement le dimanche, lorsque les théâtres sont fermés au public. La première représentation publique à Londres a lieu en 1925.
Une représentation de 1905 à New York, cette fois sur une scène publique, est interrompue par la police, qui arrête les acteurs et l'équipe pour avoir violé la version new-yorkaise du Comstock Act. Il est ensuite jugé qu'elle ne violait pas la loi et est redonnée à Broadway cinq fois depuis.

## Adaptations
- La Profession de Madame Warren, film germano-suisse réalisé par Ákos von Ráthonyi, sorti en 1960, avec Lilli Palmer.

## Source de traduction
- (en) Cet article est partiellement ou en totalité issu de l’article de Wikipédia en anglais intitulé « Mrs. Warren's Profession » (voir la liste des auteurs).

1. 1 2  (en) Geoffrey Bullough, « Literary Relations of Shaw's Mrs Warren », Philological Quarterly, vol. 41, no 1,‎ 1962, p. 339 (lire en ligne)
2. 1 2  (en) L. W. Conolly, « Mrs Warren's Profession and the Lord Chamberlain », SHAW The Annual of Bernard Shaw Studies, vol. 24, no 1,‎ 2004, p. 46-95 (lire en ligne)
3. ↑  (en) « Mrs Warren's Profession », sur Oxford Reference (consulté le 16 février 2024)
4. ↑  (en) Erik Piepenburg, « From the Archive: the Ruckus Over Mrs. Warren », sur New York Times, 2010 (consulté le 16 février 2024)